# Тонгатапу
Тонгата́пу (англ. Tongatapu) — крупнейший остров в группе Тонгатапу архипелага Островов Тонга (или Острова Дружбы) в юго-западной части Тихого океана. По происхождению — поднятый атолл. Площадь островов — 260,48 км² (остров Тонгатапу — 257,03 км²), население — 72 045 человек (2006). На острове находится город Нукуалофа (столица королевства Тонга) и Международный аэропорт Фуаамоту.

## География
Остров низменный, сформирован из кораллового известняка. Почвы весьма плодородны и имеют вулканическое происхождение. В то время как средняя высота южной стороны Тонгатапу составляет около 35 м, северная часть очень низменная. Высшая точка острова достигает 65 м.
На острове обнаружен и исследован гигантский валун Мака Лахи, объёмом около 590 кубических метров, массой приблизительно 1180 тонн. По расчётам моделирования, около 7000 лет (6891 ± 97 лет) назад мощное цунами обрушилось на южное побережье острова, подхватило валун и перенесло его на 200 метров вглубь суши. Волна должна быть высотой не менее 50 метров, действующей в течение 90 секунд. Это самое древнее из обнаруженных цунами голоценового периода в Тихом океане.
К северу от острова, на расстоянии до 7 км, расположены маленькие островки и многочисленные коралловые рифы. У острова две лагуны — Фангаута и Фангакакау, которые расположены в северной части Тонгатапу. Их средняя глубина составляет от 1 до 6 м.
| Остров         | Население, чел. (1996) | Площадь, км² | Плотность, чел./км² |
| -------------- | ---------------------- | ------------ | ------------------- |
| ‘Ataa          | 2                      | 0,22         |                     |
| ‘Atataa        | 234                    | 0,52         | 450,0               |
| ‘Eueiki        | 56                     | 1,06         | 52,8                |
| Fafaa          | 10                     | 0,09         | 111,1               |
| Nukunukumotu   | 24                     | 1,32         | 18,2                |
| ‘Oneata        | 3                      | 0,06         |                     |
| ‘Onevai        | 8                      | 0,03         |                     |
| Pangaimotu     | 29                     | 0,13         | 223,1               |
| Velitoa Hahake | 10                     | 0,01         |                     |
| Velitoa Hihifo | 17                     | 0,01         |                     |
| Tongatapu      | 66 586                 | 257,03       | 259,1               |
| Всего          | 66 979                 | 260,48       | 257,1               |

## История

### Период культуры Лапита
Самые ранние свидетельства заселения острова Тонгатапу людьми культуры Лапита относятся к 900—850 годам до н. э. В лагуне Фангаута археологом Дэвидом Бёрли были найдены образцы глиняных черепков, которые также были обнаружены на островах Санта-Крус, расположенном в 2000 км от острова Тонгатапу.

### Период Тонганской империи
На острове Тонгатапу располагалась столица Тонганской империи. Первой из них был город Толоа, существовавший недалеко от современного аэропорта примерно 1000 лет назад (однако о нём известно очень мало). Второй столицей был город Хекета, который располагался на северо-восточном берегу острова. С примерно 1220 года н. э. до 1851 года столицей был город Муа.

### Первые контакты с европейцами
Первым европейцем, побывавшим на Тонгатапу, стал голландский путешественник Абель Тасман, который открыл остров в 1643 году и назвал его остров Амстердам. Впоследствии 5 июля 1777 года на Тонгатапу высадился английский путешественник Джеймс Кук.